# Doroteia Maria de Saxe-Gota-Altemburgo (1654-1682)
Doroteia Maria de Saxe-Gota-Altemburgo (12 de fevereiro de 1654 - 17 de junho de 1682) foi uma princesa alemã, integrante da Casa de Wettin no ramo ernestino de Saxe-Gota-Altemburgo.
Era a décima-segunda filha (quarta mulher) do duque Ernesto I de Saxe-Gota e da sua esposa, a duquesa Isabel Sofia de Saxe-Altemburgo, filha única do duque João Filipe de Saxe-Altemburgo.

## Vida
Dos dezoito filhos que os seus pais tiveram, apenas nove chegaram à idade adulta. Em 1657, Doroteia Maria era a segunda filha ainda viva, quando quatro dos seus irmãos morreram, três deles de varíola e um de causas naturais aos dois meses de idade. Após o nascimento e morte da sua última irmã em 1663, foi sempre a filha mais nova da família.
Sabe-se pouco sobre a sua vida. Nascida princesa Doroteia Maria de Saxe-Gota, após a morte do primo da mãe em 1672, o duque Ernesto I herdou o ducado de Saxe-Altemburgo e assumiu o seu escudo de armas e títulos. A partir de então, passou a chamar-se princesa Doroteia Maria de Saxe-Gota-Altemburgo.
Doroteia Maria morreu na sua cidade natal de Gota, solteira, aos vinte-e-oito anos de idade. Foi enterrada no Schloss Friedenstein, em Gota.

## Genealogia
| Doroteia Maria de Saxe-Gota | Pai: Ernesto I de Saxe-Gota          | Avô paterno: João II, Duque de Saxe-Weimar    | Bisavô paterno: João Guilherme, Duque de Saxe-Weimar     |
| Doroteia Maria de Saxe-Gota | Pai: Ernesto I de Saxe-Gota          | Avô paterno: João II, Duque de Saxe-Weimar    | Bisavó paterna: Doroteia Susana do Palatinado-Simmern    |
| Doroteia Maria de Saxe-Gota | Pai: Ernesto I de Saxe-Gota          | Avó paterna: Doroteia Maria de Anhalt         | Bisavô paterno: Joaquim Ernesto, Príncipe de Anhalt      |
| Doroteia Maria de Saxe-Gota | Pai: Ernesto I de Saxe-Gota          | Avó paterna: Doroteia Maria de Anhalt         | Bisavó paterna: Leonor de Württemberg                    |
| Doroteia Maria de Saxe-Gota | Mãe: Isabel Sofia de Saxe-Altemburgo | Avô materno: Isabel de Brunswick-Wolfenbüttel | Bisavô materno: Henrique Júlio de Brunswick-Wolfenbüttel |
| Doroteia Maria de Saxe-Gota | Mãe: Isabel Sofia de Saxe-Altemburgo | Avô materno: Isabel de Brunswick-Wolfenbüttel | Bisavó materna: Isabel da Dinamarca                      |
| Doroteia Maria de Saxe-Gota | Mãe: Isabel Sofia de Saxe-Altemburgo | Avó materna: João Filipe de Saxe-Altemburgo   | Bisavô materno: Frederico Guilherme I de Saxe-Weimar     |
| Doroteia Maria de Saxe-Gota | Mãe: Isabel Sofia de Saxe-Altemburgo | Avó materna: João Filipe de Saxe-Altemburgo   | Bisavó materna: Maria Ana de Neuburg                     |